# کوستینبرود
کوستینبرود شهری در استان صوفیه کشور بلغارستان است که جمعیت آن در سال ۲۰۰۱ میلادی ۱۲٬۱۲۰ نفر بوده‌است.